# رونالد آگنور
 رونالد آگنور (انگلیسی: Ronald Agénor؛ زاده ۱۳ نوامبر ۱۹۶۴) یک تنیس‌باز اهل ایالات متحده آمریکا است.